# Spencer Locke
Spencer Locke (Winter Park, 20 settembre 1991) è un'attrice statunitense.

## Carriera
Nel 2004 ottiene il ruolo ricorrente di Bitsy nella prima stagione della serie televisiva Ned - Scuola di sopravvivenza e appare come guest star in Senza traccia, mentre l'anno successivo è Candida in Phil dal futuro e Kayla in Raven nel 2006. Presta la voce a Jenny nel film d'animazione Monster House.
Nel 2007, è K-Mart in Resident Evil: Extinction. Riprende il ruolo in Resident Evil: Afterlife nel 2010. Nello stesso anno, è Amber Bradley, aspirante Miss Mystic Falls, in The Vampire Diaries. Nel frattempo, recita in Cougar Town. Nel 2011 è Ione in Detention.
Nel 2012 veste per la terza volta i panni di K-Mart in Resident Evil: Retribution.
Nel 2019 è la protagonista del film Walk. Ride. Rodeo.

## Filmografia

### Cinema
- Kidz Bop: Everyone's a Star!, regia di Allen Newman - cortometraggio (2003)
- Spanglish - Quando in famiglia sono in troppi a parlare (Spanglish), regia di James L. Brooks (2004)
- Monster House, regia di Gil Kenan (2006) - voce
- Resident Evil: Extinction, regia di Russell Mulcahy (2007)
- Resident Evil: Afterlife, regia di Paul W.S. Anderson (2010)
- Detention, regia di Joseph Kahn (2011)
- Landmine Goes Click, regia di Levan Bakhia (2015)
- Insidious - L'ultima chiave (Insidious: The Last Key), regia di Adam Robitel (2018)
- Walk. Ride. Rodeo., regia di Conor Allyn (2019)

### Televisione
- Senza traccia (Without a Trace) - serie TV, episodio 2x15 (2004)
- Ned - Scuola di sopravvivenza (Ned's Declassified School Survival Guide) - serie TV, 4 episodi (2005)
- Untitled Camryn Manheim Pilot, regia di Andrew D. Weyman - film TV (2005)
- Phil dal futuro (Phil of the Future) - serie TV, 5 episodi (2005)
- Raven (That's So Raven) - serie TV, episodio 4x13 (2006)
- Cold Case - Delitti irrisolti (Cold Case) - serie TV, episodio 6x16 (2009)
- Big Time Rush - serie TV, 4 episodi (2009-2010)
- Cougar Town - serie TV, 10 episodi (2009-2010)
- Twentysixmiles - serie TV, 6 episodi (2010)
- The Vampire Diaries - serie TV, episodio 1x19 (2010)
- In Plain Sight - Protezione testimoni (In Plain Sight) - serie TV, episodio 3x12 (2010)
- Love Bites - serie TV, episodio 1x04 (2011)
- The Bling Ring, regia di Michael Lembeck - film TV (2013)
- Due uomini e mezzo (Two and a Half Men) - serie TV, episodio 11x07 (2013)
- Babysitter's Black Book, regia di Lee Friedlander - film TV (2015)
- Hawaii Five-0 – serie TV, episodio 6x05 (2015)

### Doppiatrice
- Monster House, regia di Gil Kenan (2006)
- Tarzan (Jane), regia di Reinhard Klooss (2013)

## Premi e candidature
- 2006 - Annie Awards
  - Nomination Voice Acting in an Animated Feature Production (Monster House)[8]

## Doppiatrici italiane
Nelle versioni in italiano delle opere in cui ha recitato, Spencer Locke è stata doppiata da:
- Domitilla D'Amico in Resident Evil: Extinction, Resident Evil: Afterlife, Insidious - L'ultima chiave
- Letizia Ciampa in Due uomini e mezzo, NCIS - Unità anticrimine
- Alessia Amendola in Cold Case - Delitti irrisolti
- Valentina Mari in The Vampire Diaries
- Jolanda Granato in Ned - Scuola di sopravvivenza
- Ughetta d'Onorascenzo in Cougar Town
- Emanuela Damasio in Detention

Da doppiatrice è stata sostituita da: 
- Valentina Favazza in Tarzan.
- Letizia Ciampa in Monster House